# Троицкий собор (Луцк)
Свято-Троицкий собор (укр. Свято-Троїцький кафедральний собор) — православный храм в городе Луцк Волынской области Украины, кафедральный собор Православной церкви Украины.

## История
Храм был сооружен на месте деревянного костёла Святого Креста (первое упоминание о нем относится к 1585 году), основанного согласно некоторым источникам польским королём Стефаном Баторием.
Земли возле костёла в 1643 году купила жена земского судьи Агнешка Пашинская, жертвуя их ордену бернардинцев.
В 1720 году виленский староста Карл Радзивилл основал на месте деревянного новый каменный оборонный монастырь в виде полукруга, жертвуя 40 тысяч злотых на монастырь и 16 тысяч злотых на костел.
В 1737 году было начато строительство костела по проекту иезуитского архитектора Павла Гижицкого.
В начале XIX века в монастыре размещалась резиденция луцкого римско-католического епископа Каспера Цецишовского. Монастырь выглядел тогда настолько роскошно, что в нём во время визитов в Луцк несколько раз останавливался российский император Александр I.
Монастырь бернардинцев был упразднен в 1853 году.
После закрытия монастыря в нём размещалась сначала тюрьма, а потом магистрат и гимназия.
Костёл стал приходским и действовал ещё до 1867 года.
В 1867 году он был передан в ведение православной церкви, и был сначала военным, а потом кафедральным храмом.
Тогда было упразднено всё католическое убранство храма.
Собор был освящён в православном обряде 4 сентября 1880 года. В период между мировыми войнами (когда Луцк находился в составе Польши) в монастыре размещалась публичная библиотека и Волынская воеводская администрация.
После второй мировой войны в бывшем монастыре находился управление милиции, следственный отдел НКВД.
Позже — исторический факультет педагогического института и Волынская духовная семинария, ликвидированная в 1964 году.
В 1992 году был передан Украинской православной церкви Киевского патриархата.
В монастырских помещениях действует возобновлённая духовная семинария, женский Свято-Васильевский монастырь, церковная лавка, а также светский учреждения — библиотека, издательство, фото-студия и другие.

## Архитектура
Собор представляет собой трехнефную базилику с трансептом и прямоугольным пресвитерием (алтарной частью) и двумя ризницами. Во время перестройки над фасадом была воздвигнута колокольня, а над пересечением нефов — купол. Упразднены также волютные декорации фасада, а при боковых входах пристроены притворы. Фасады сохранили элементы изначального декора — пилястры, лизены, карнизы, антаблементы, прямоугольные и полукруглые ниши. Храм перекрыт крестовыми сводами. Самым ценным памятником современного интерьера является позолоченный дубовый двурядный иконостас XVII века в русском стиле, перенесенный с Крестовоздвиженской (Братской) церкви в Старом городе. Главным элементом иконостаса являются ажурные царские врата, на которых изображены Благовещение и четыре евангелиста. По обе стороны врат традиционно изображены Иисус Христос и Богоматерь, а также иконы Иисуса-Учителя, Богородицы-Одигитрии, Святой Ольги и Святого Владимира, Святых Кирилла и Мефодия. Среди наиболее ценных икон храма — «Собор русских святых» и «Воздвижение Креста Господнего» XIX века. Перед собором, со стороны площади находятся каменные ворота 1904 года, а рядом с ними небольшое кладбище — остатки бывшего бернардинского кладбища.
В колокольне Свято-Троицкого собора 9 колоколов. Самый старый отлит в 1820 году. Самый тяжелый весом 2,5 тонны отлит в Москве в 1890 году. Самый большой колокол датируется 1907 годом.

## Галерея

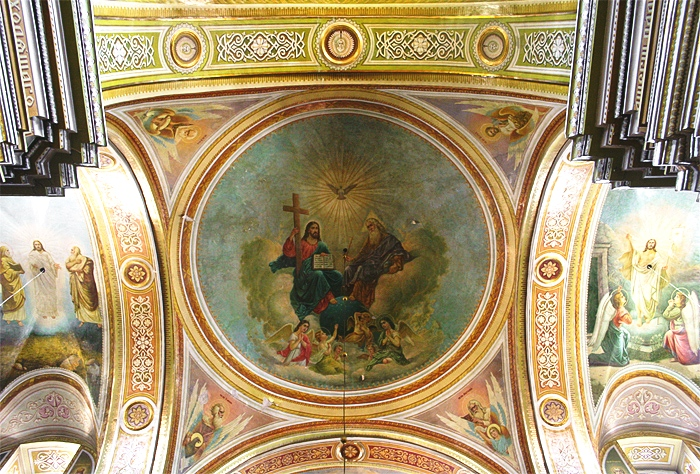
Росписи купола
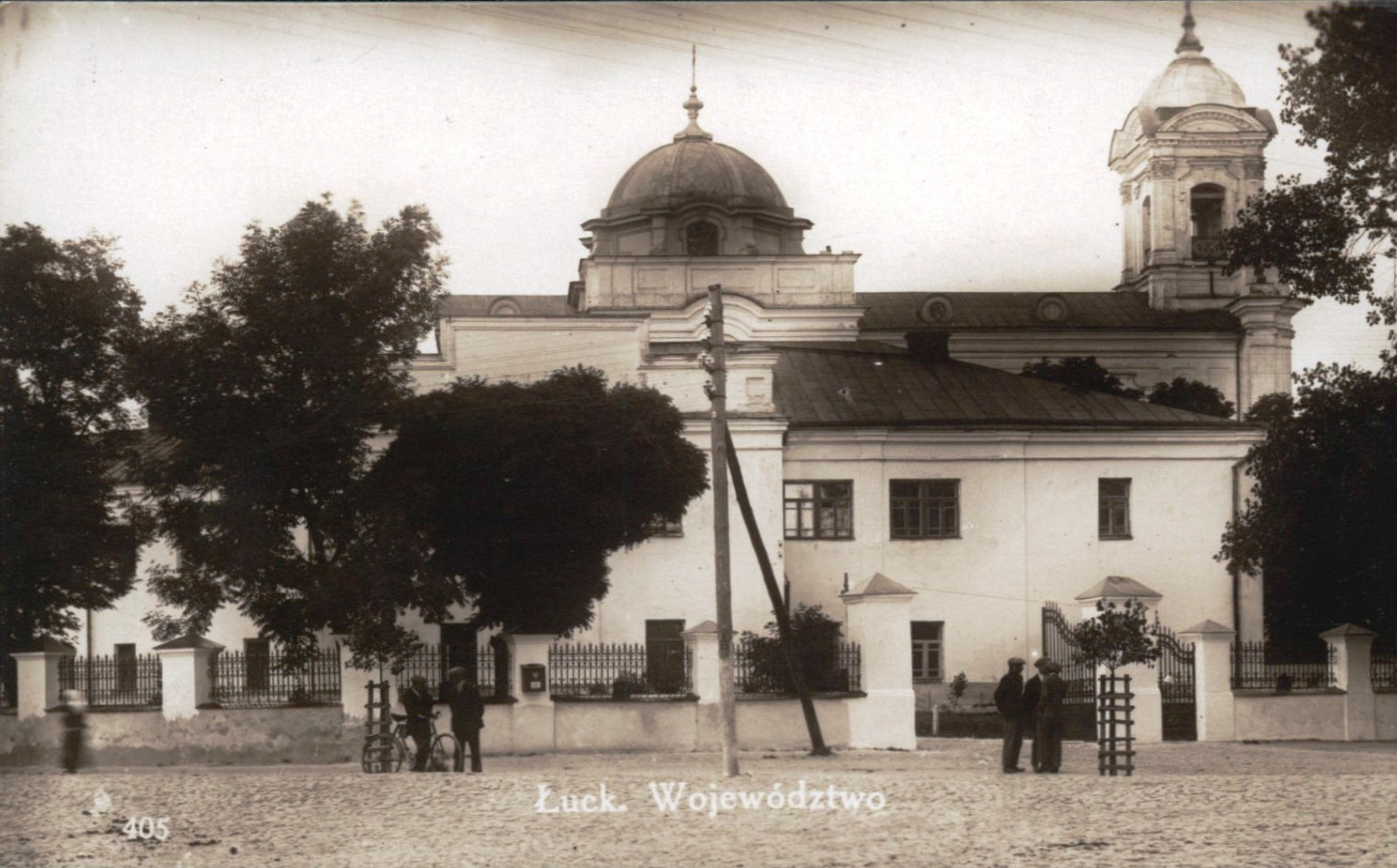
Воеводская администрация (архивная польская открытка)
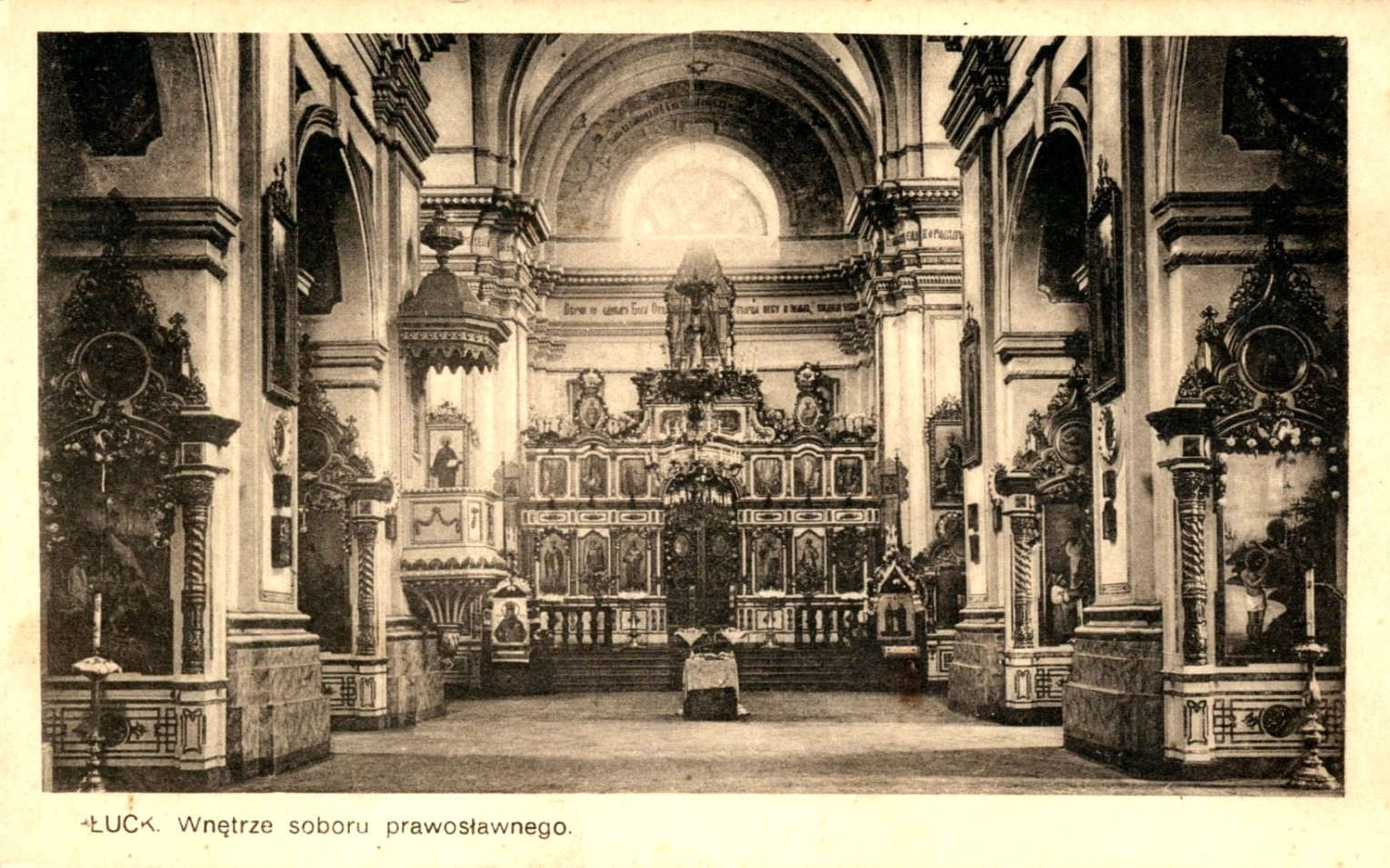
Интерьер собора (архивная польская открытка)
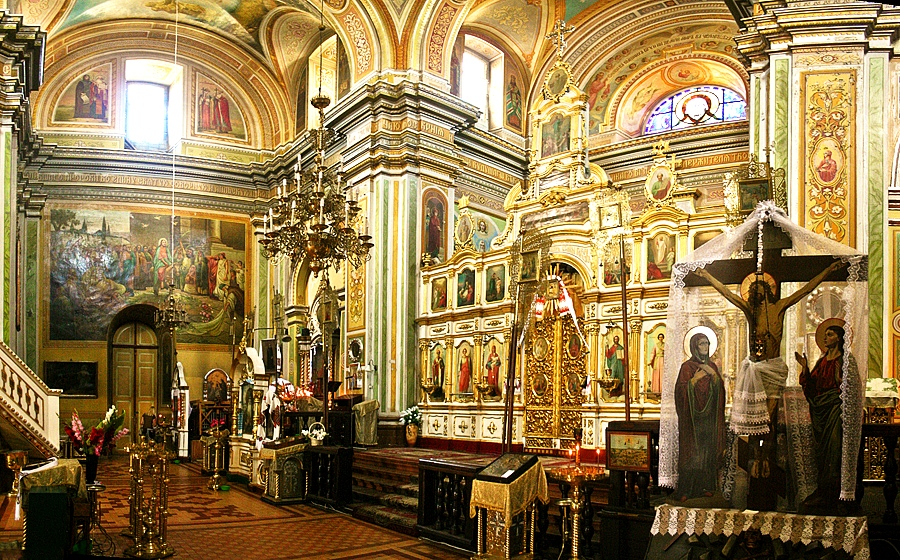
Иконостас
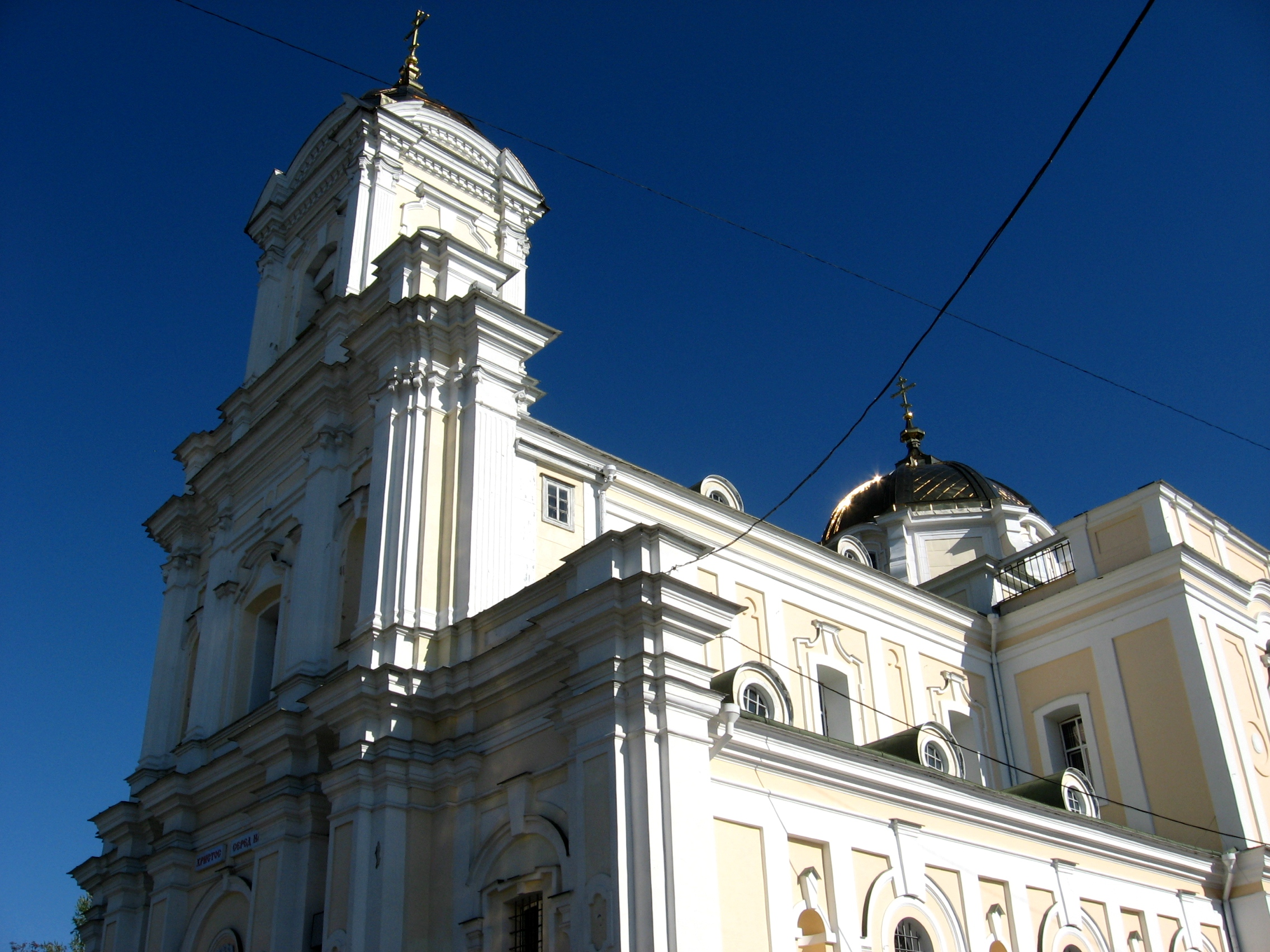
Колокольня
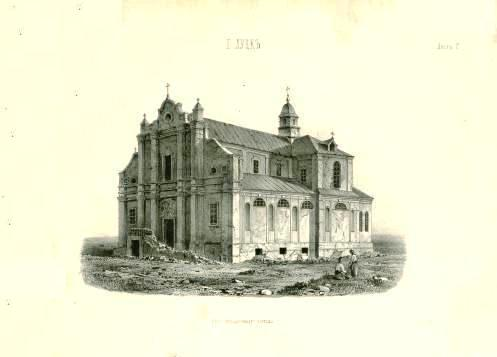
Бернардинский костёл до перестройки (рис. П. Батюшкова)
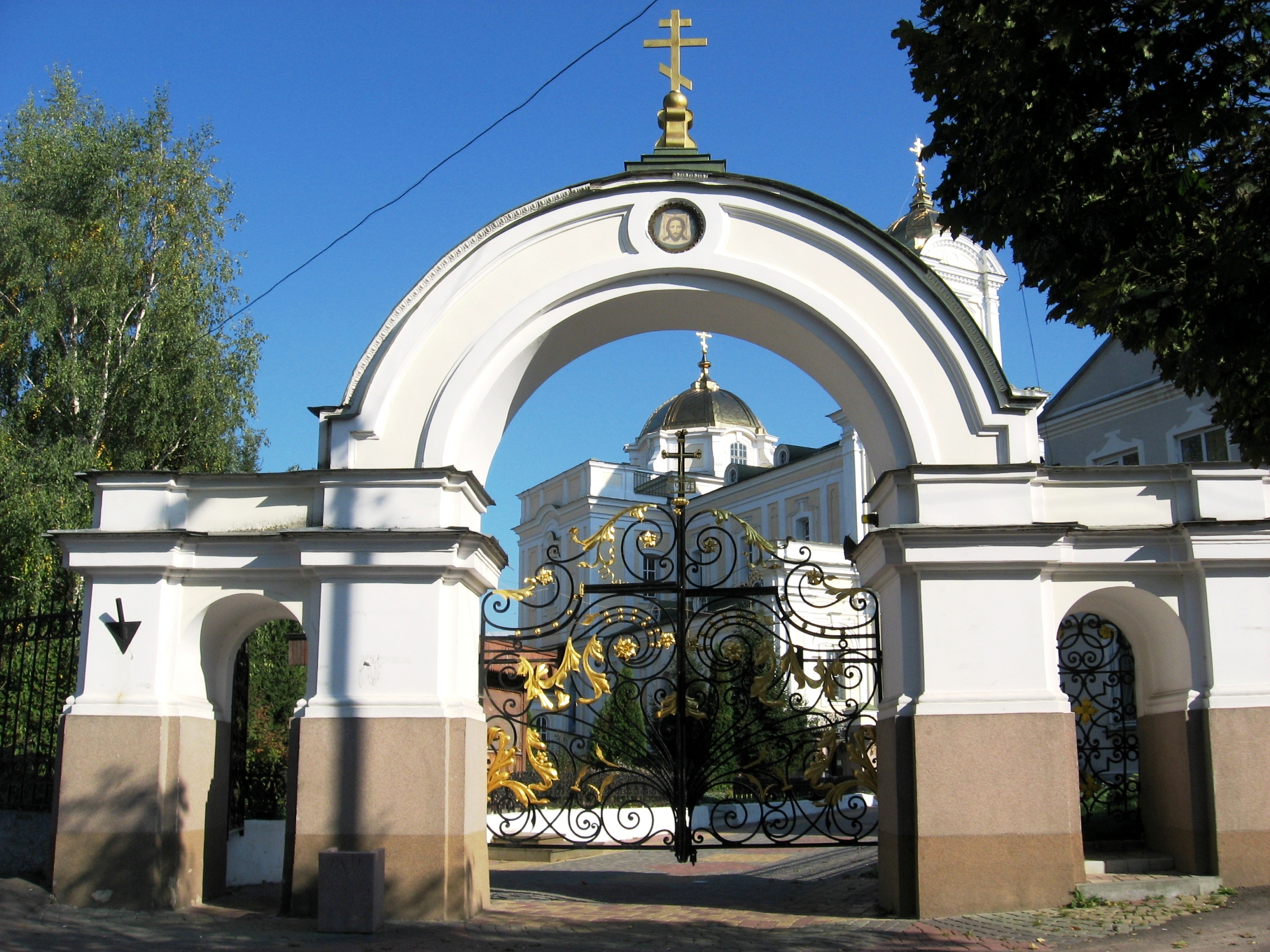
Ворота